# Deborah Chester
Deborah Chester (geboren 1957) is een Amerikaanse schrijfster van meer dan 35 boeken, vooral sciencefiction- en fantasyromans.
Ze begon haar schrijfcarrière met het schrijven van romantiek en heeft veel romans geschreven gebaseerd op populaire televisieseries zoals Alien Chronicles en Earth 2. Haar trilogie Het zwaard, de ring & de bokaal is vertaald in het Nederlands.
- Bibliothèque nationale de France: cb135016141 (data)
- International Standard Name Identifier: 0000 0000 7404 5173
- Library of Congress Control Number: n79027440
- MusicBrainz: fb988069-5303-41fa-899b-815c5f4cb805
- Nationale Bibliotheek van Tsjechië: mzk2006331631
- Nederlandse Thesaurus van Auteursnamen: 263675998
- Système universitaire de documentation: 057640068
- Virtual International Authority File: 76897495
- WorldCat: E39PBJxxcc7vXBkQmcQkkhqWjC